# She's Done it Again
She's Done it Again er en amerikansk stumfilm fra 1910.